# Pennaria rosea
Pennaria rosea är en nässeldjursart som beskrevs av von Lendenfeld 1885. Pennaria rosea ingår i släktet Pennaria och familjen Pennariidae. Inga underarter finns listade i Catalogue of Life.